# Щербачёв, Юрий Николаевич
Юрий (Георгий) Николаевич Щербачёв (24 марта 1851 — октябрь 1917, Катрино, Харьковский уезд) — российский дипломат, тайный советник (с 1908); археограф, генеалог.

## Биография
Родился 24 марта 1851 года[по какому календарю?] — сын ротмистра Николая Александровича Щербачёва (1821—1877) и Екатерины Михайловны, урождённой Щербининой (1822—1879).
В 1872 году окончил юридический факультет Императорского Московского университета. С 5 марта 1873 года состоял на дипломатической службе. В 1874 году — секретарь консульств в Сараеве, Сире, с 1875 по 1883 год — в Стамбуле. С 1883 года секретарь (с 1893 года первый секретарь) посольства России в Копенгагене.
С 13 апреля 1897 года состоял в чине действительного статского советника, в ноября того же года получил должность советника посольства в Стамбуле. С 12 ноября 1902 года — чрезвычайный посланник и полномочный министр в Греции.
В апреле 1908 года был произведён в тайные советники. Ушёл в отставку 17 мая 1910 года.
Помимо дипломатической службы известен как археограф и генеалог. С 1905 года действительный член Историко-родословного общества в Москве, с 1910 года член Московского археологического общества.
В октябре 1917 года убит бандитами в своём имении Катрино. Отпевание состоялось 22 октября 1917 года, место погребения неизвестно.

## Награды
российские ордена
- Орден Святого Владимира 3-й ст. (1.4.1901)
- Орден Святого Станислава 1-й ст. (28.03.1904)

иностранные ордена
- датский орден Данеброг 3-й ст. (1888; командорский крест — 1893)
- сербский орден Св. Саввы 1-й ст. (1897)
- болгарский орден «За гражданские заслуги» 1-й ст. (1898)
- турецкий орден Меджидие 1-й ст. (1899)
- черногорский орден Князя Даниила I 1-й ст. (1900)
- сербский орден Такова 1-й ст. (1902)
- турецкий орден Османие 1-й ст. (1903)
- медали Имтияз, золотая и серебряная (1899)

## Семья
Был женат на Марии Алексеевне Кавериной (1845—1908). В этом браке родились сын Никита (1887—1958), в будущем также дипломат, и дочь Татьяна (03.02.1885—19.07.1938), которая была фрейлиной княгини Елены Петровны.